# Парзайершпитце
Парзайершпитце (нем. Parseierspitze) — гора в федеральной земле Тироль к северо-западу от города Ландекк. Высота составляет 3036 метров, что делает её первой по высоте в Лехтальских Альпах и первой среди всех Северных Известняковых Альпы. Состоит из радиоляритовых пород, препятствующих её эрозии. В каре с южной стороны находятся остатки ледника «Гриннер Феннерс». Первое восхождение датировано 23 августа 1869 года предпринимателем из Вены Джозефом Антоном Шпехтом (1828-1894) и проводником Петером Зиссом из Гринса.